# Chiesa di Santa Maria di Monserrato (Tratalias)
L'ex cattedrale di Santa Maria è una chiesa romanica della Sardegna, situata nella parte vecchia del comune di Tratalias.

## Storia

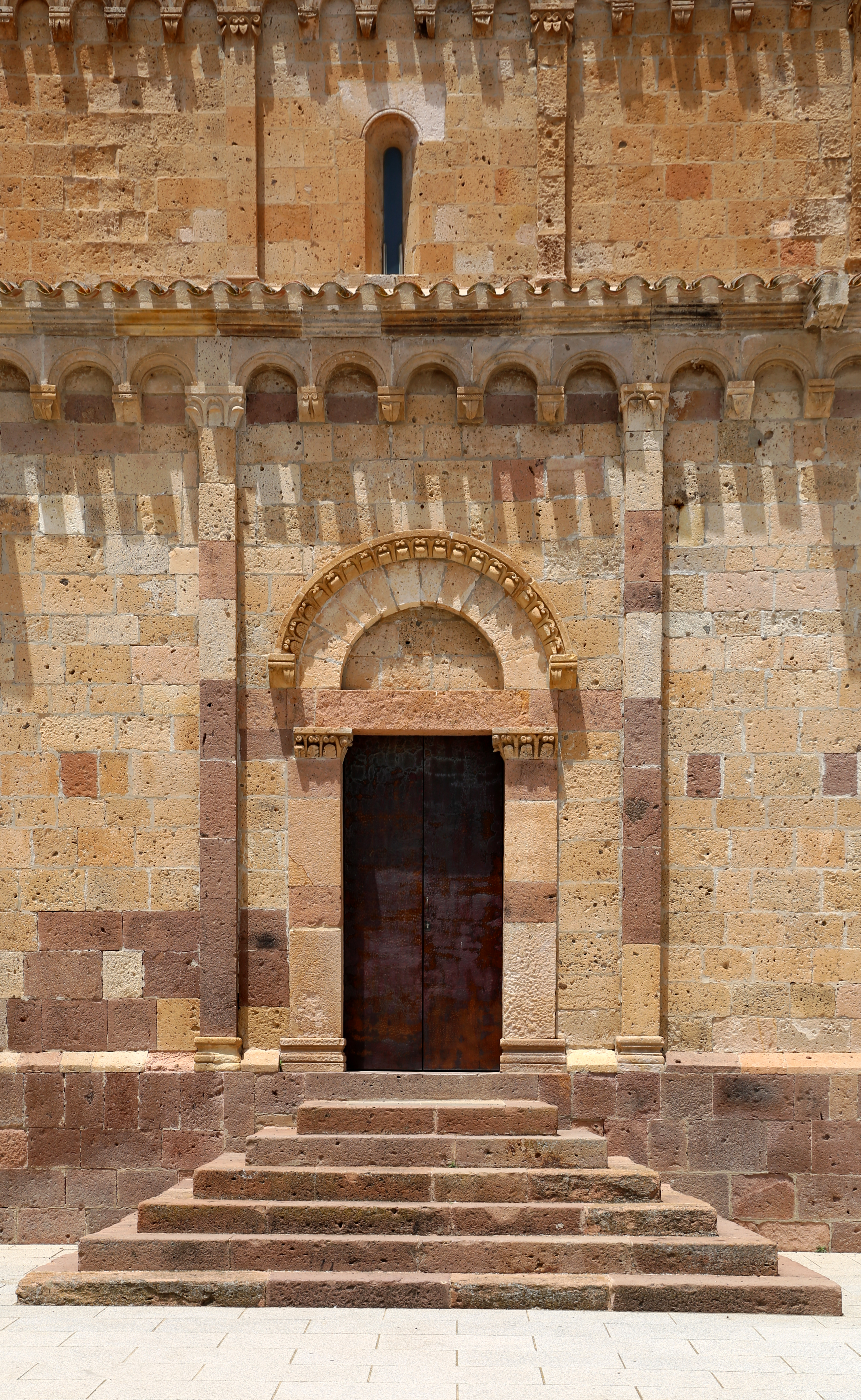
Portale laterale

La chiesa di Santa Maria venne eretta in stile romanico pisano tra il 1213 e il 1282, secondo quanto testimoniano le due epigrafi apposte in occasione dell'inizio e della conclusione dei lavori, ancora conservate all'interno del tempio.
Nella prima metà del XIII secolo Tratalias, all'epoca fiorente borgo, divenne sede della diocesi sulcitana, qui traslata da Sant'Antioco. Santa Maria fu quindi cattedrale sino al 1503, anno in cui Iglesias divenne sede vescovile. 
L'attuale intitolazione alla Madonna di Monserrato risale all'epoca della dominazione catalano-aragonese.

## Descrizione

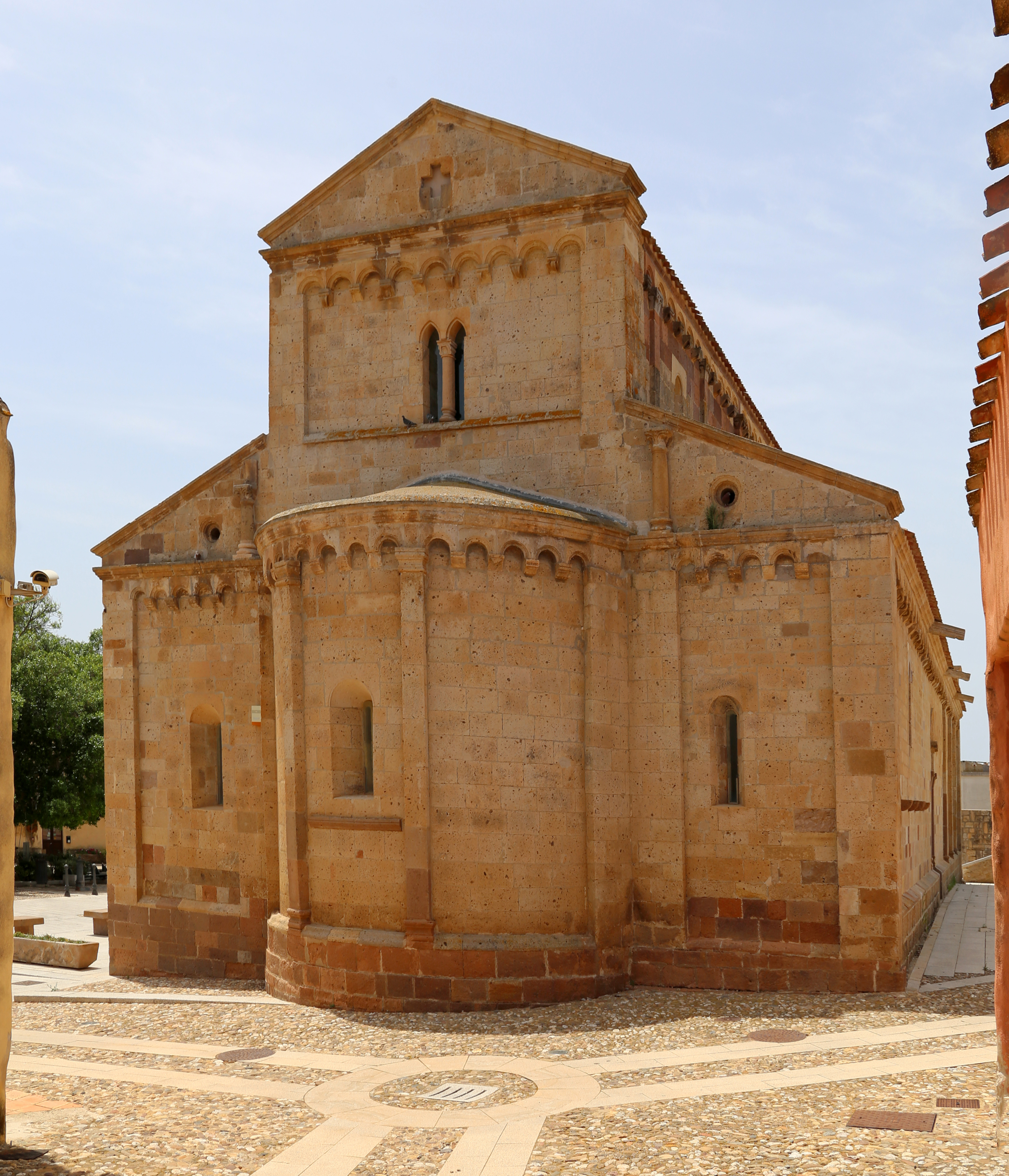
Abside

La chiesa sorge al centro di quel che rimane dell'antico villaggio che costituiva l'abitato di Tratalias, prima di essere abbandonato nella seconda metà del XX secolo, in seguito alle infiltrazioni d'acqua e i cedimenti del terreno successivi alla formazione dell'invaso artificiale di Monte Pranu, e rifondato poco distante. Gli edifici del borgo vengono attualmente riqualificati a scopo turistico.

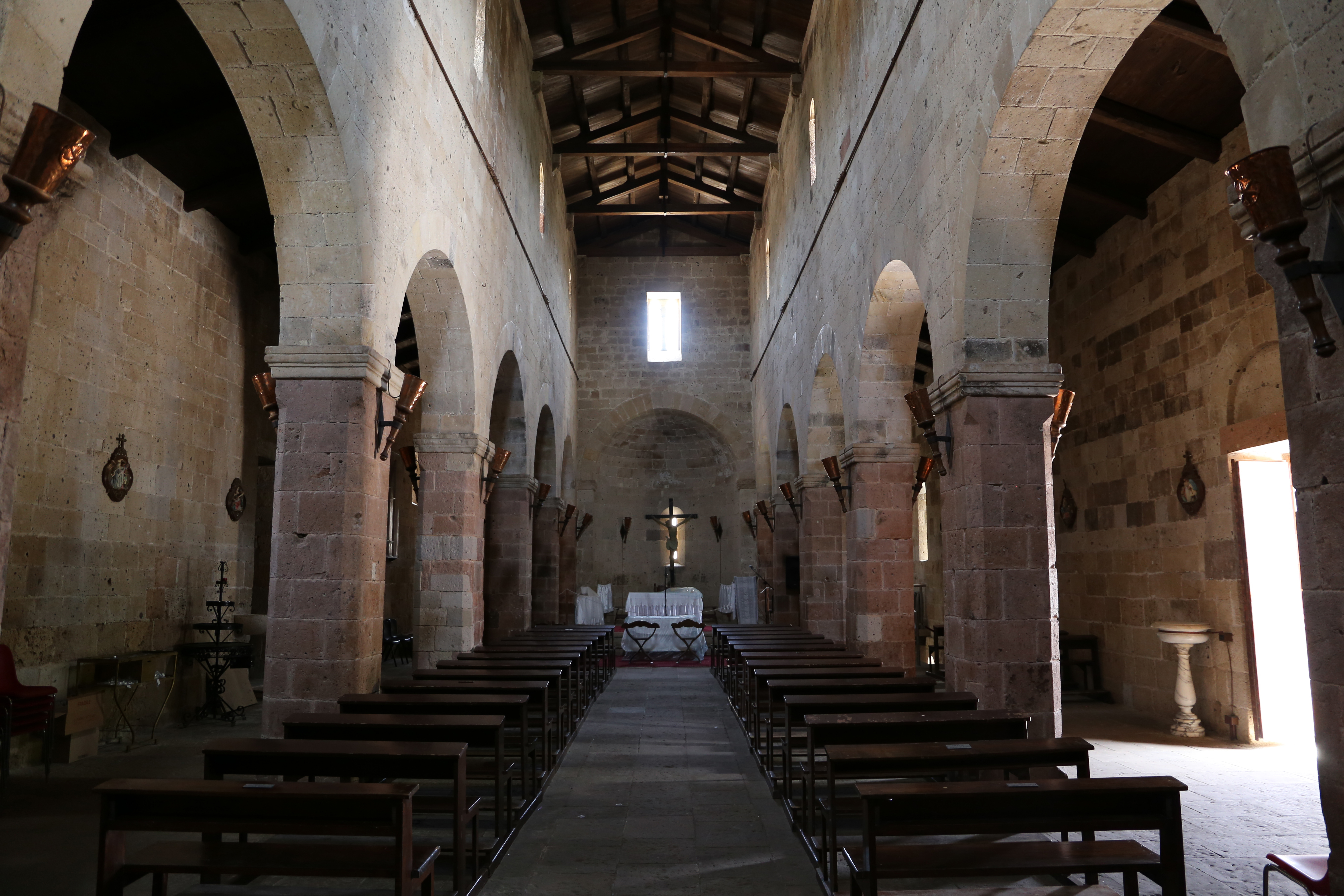
Interno

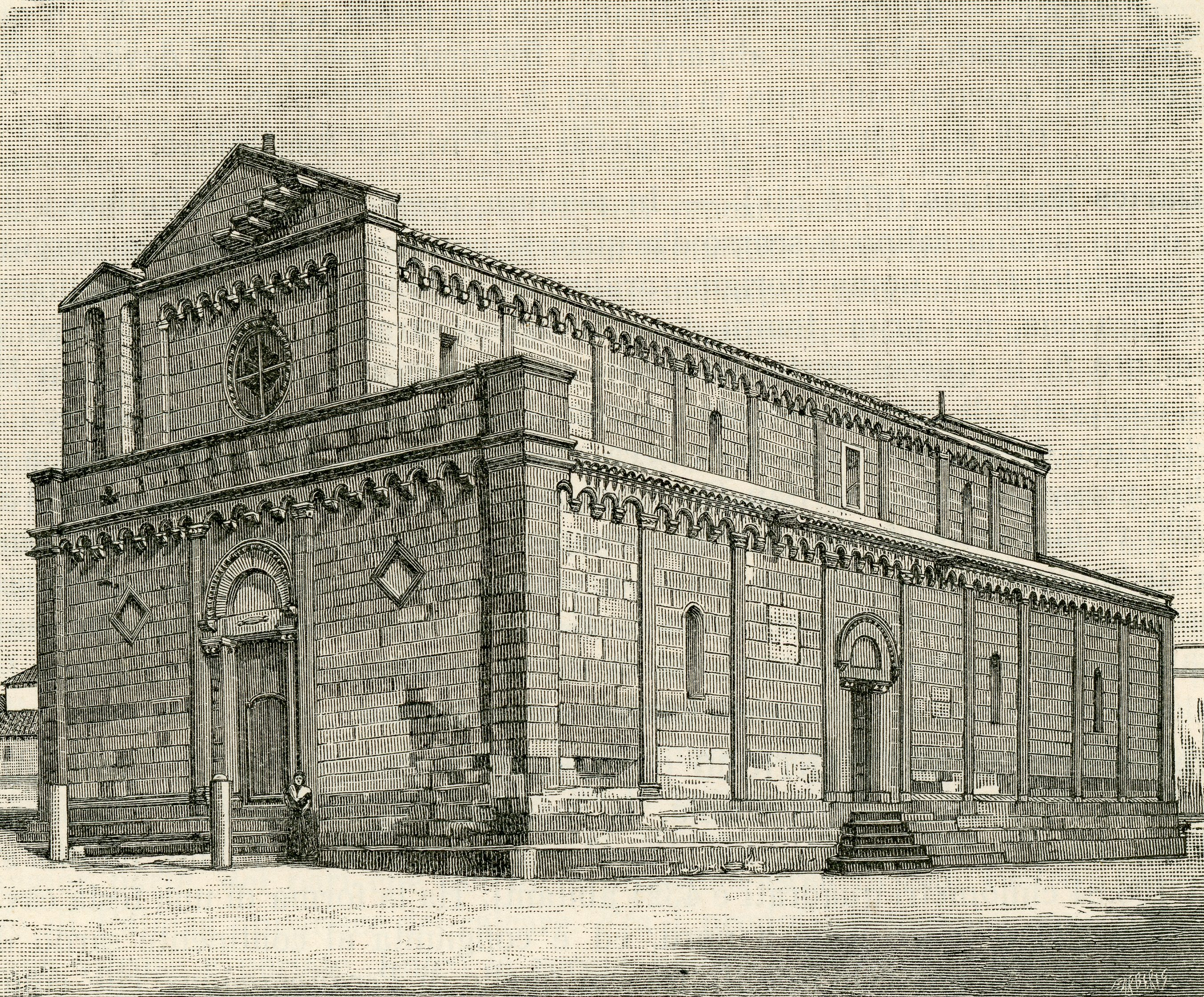
Xilografia di Barberis (1894)

L'ex cattedrale è l'unico edificio superstite della medievale Tatalia. L'edificio, in calcare e trachite, si basa su un alto zoccolo in cui si innestano le paraste angolari e le lesene che ne scandiscono esternamente i lati.
La facciata è divisa in due ordini. La zona inferiore è tripartita e presenta gli specchi laterali lisci, decorati solo da una losanga, mentre al centro si trova il portale, architravato e sormontato da un arco a tutto sesto con ghiera decorata a motivi vegetali. Nell'ordine superiore si apre il rosone, dall'oculo polilobato. Il timpano sopra il secondo ordine presenta un'apertura da cui partono alcuni gradini che dall'interno della chiesa consentono di raggiungere il tetto. Sia la facciata che le pareti laterali sono decorati da archetti pensili, i quali poggiano su peducci scolpiti. Il portale laterale del prospetto sud è simile a quello in facciata, mentre il portale a nord è sormontato da un arco ogivale.

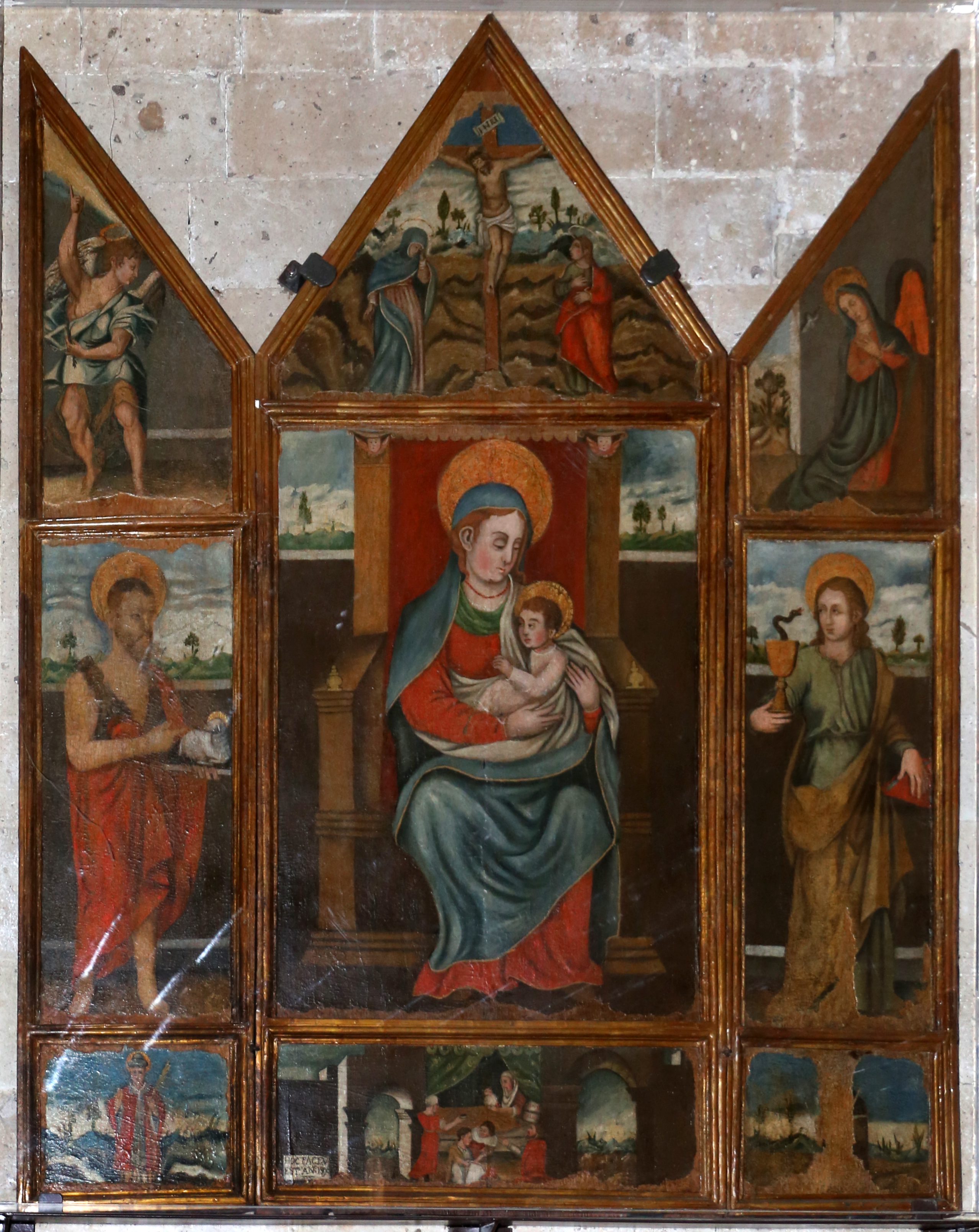
Retablo

L'interno è a pianta rettangolare, diviso in tre navate da pilastri e arcate a tutto sesto, con abside semicircolare orientata. La copertura delle navate è a capriate lignee. La luce penetra tramite le diverse monofore laterali, dal rosone in facciata e dalla bifora ad archi ogivali aperta sopra l'abside. Nella navata sinistra si trova un piccolo retablo cinquecentesco.